# Anton Baumstark
Pour les articles homonymes, voir Baumstark.
Anton Baumstark, né le 14 avril 1800 à Sinzheim près de Baden, mort le 2 février 1876 à Fribourg est un philologue allemand, frère de l'économiste Eduard Baumstark.

## Biographie
Il fréquente d'abord le Lycée de Rastatt, puis étudie la philologie à l'Université de Heidelberg. Il est engagé en 1826 comme professeur remplaçant au Lycée de Fribourg, et y est titularisé en 1829. En 1836 il est nommé, en même temps que Joseph Anselm Feuerbach, professeur de philologie à l'université de Fribourg, ainsi que directeur du séminaire philologique en remplacement du professeur Karl Zell (de). En 1838, 1843, 1852, 1861 et 1868, il est le doyen de cette université.
Jusqu'à sa mise à la retraite comme professeur émérite en 1871, il donne, outre un grand nombre d'articles et d'essais, les ouvrages suivants : 
- Commentaires sur les poésies d'Horace  (2 vol., 1841) ;
- Études sur l'antiquité pour servir de commentaires aux poésies d'Horace (1841) ;
- Anthologie grecque (1840, 6 vol.) ;
- Anthologie romaine (1841, 4 vol.) ;

Il a également traduit en allemand les œuvres de César (8 vol.) et de Tacite. On lui doit enfin une édition de Quinte-Curce (3 vol.).